# محمية نيجيريا الشمالية
كانت محمية نيجيريا الشماليَّة (بالإنجليزية: Northern Nigeria Protectorate)‏ إحدى محميات الإمبراطورية البريطانيَّة التي دامت خلال الفترة الممتدة من عام 1900 حتّى عام 1914. غطت هذه المحمية الجزء الشماليّ مما يُعرف حاليًا بدولة نيجيريا.
بلغت مساحة المحمية 660,000 كيلومتر مربع (255,000 ميل2)، وشملت ولايات خلافة صكتو وأجزاءًا من إمبراطورية بورنو السابقة التي غزاها البريطانيون في عام 1902. كان فريديرك لوغارد أول مفوض أعلى للمحمية. عمِلَ لوغارد على كبح جماح العبودية والإغارات والاعتداءات القبليَّة التي كانت مستشرية في المنطقة. كما استحدث نظامًا إداريًا تمحور في بنيانه حول شخصيات انتمت للسلطات المحلية.
حُلّت المحمية الشمالية بعد توحيد منطقتها مع نظيرتها الجنوبية ومستعمرة لاغوس بتاريخ 1 يناير عام 1914 حيث أصبحت المقاطعة الشمالية من مستعمرة ومحمية نيجيريا.

## التاريخ

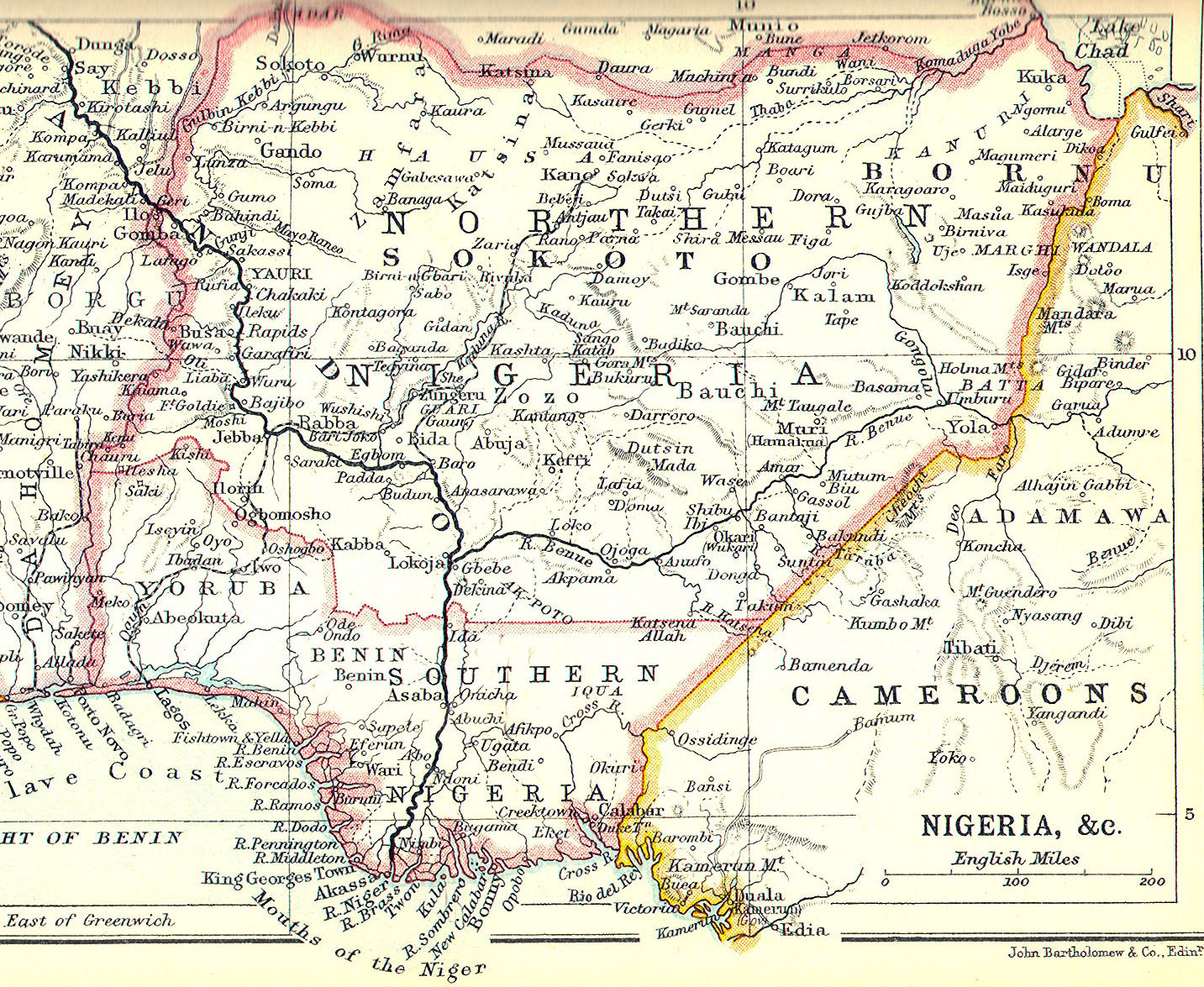
خريطة لمحميتي نيجيريا الشمالية والجنوبية تعود لعام 1914.

حدد مؤتمر برلين لعام 1884 وعام 1885 المنطقة التي ستقع ضمنها أراضي محمية نيجيريا الشماليَّة التابعة للبريطانيين. تأسَّست شركة النيجر الملكية في عام 1886، وتولى جورج تاوبمان غولدي منصب نائب الحاكم فيها. عمِلت الشركة على إبرام اتفاقات تجارية وسياسية اتسمت بعضها بالإجبار مع العديد من زعماء القبائل والأمراء المحليين وقادة خلافة صكتو. في عام 1897، عُيّن فريدريك لوغارد رئيسًا لقوة التخوم الغرب أفريقية التي وقع على عاتقها إخماد مقاومة شعب الفولاني وإيقاف أي غارات فرنسية محتملة على المنطقة الشمالية الغربية.
في 1 يناير عام 1900، أعلنت الحكومة البريطانية إسقاط ميثاق امتياز شركة النيجر الملكية لتسيطر عليها الحكومة في احتفال قرأ فيه لوغارد الإعلان. وبالمقابل حصلت شركة النيجر الملكية على مبلغ بقيمة 865 ألف جنيه إسترليني ومُنحت حقوق مكنتها من الاستئثار بنصف عائدات التعدين في أجزاء واسعة من المنطقة لمدة 99 عامًا مقابل تنازلها عن امتيازاتها لصالح الحكومة البريطانية. صدر قرار بتعيين لوغارد بمنصب المفوض الأعلى لمحمية نيجيريا الشماليَّة المتأسسة حديثًا. كانت لوكوجا عاصمة المحمية بدءًا من عام 1900، ولكن أصبحت زونغيرو مركزها في عام 1902. ويرجع السبب في ذلك إلى كونها أكثر مدن الشمال التي يسهل بلوغها عبر النقل النهري.
بدأت العمليات العسكرية في عام 1902 واستمرت لحوالي خمسة سنوات من الاقتتال المتقطع. غزا البريطانيون بقايا إمبراطورية بورنو في عام 1902، وأتبعوا ذلك ببسط سيطرتهم على كلٍ من خلافة صكتو وإمارة كانو في عام 1903. تواصل الاقتتال في باسا عام 1904. وفي عام 1906، اندلعت شرارة ثورة مهدية كبيرة في قرية ساتيرو خارج مدينة صكتو. قامت قوة مؤلفة من البريطانيين وقوات سلطان صكتو محمدو أتاهيرو الثاني الذي عينته بريطانيا بتدمير البلدة وقتل معظم الأهالي المشاركين في الانتفاضة. شهدت أعداد الانتفاضات في المنطقة تراجعًا بعد عام 1907، ولذلك فقد انحصر استخدام البريطانيين للقوة العسكرية على أغراض جباية الضرائب وإتمام الشؤون الإدارية.

## الإدارة
بدأت الإدارة البريطانية للمحمية مع استلام فريدريك لوغارد لمنصب المفوض الأعلى. غادر لوغارد نيجيريا إلى هونغ كونغ في عام 1907. وهكذا أصبح بيرسي جيروارد مفوضًا أعلى جديدًا على المحمية. كان لجيروارد تاريخ حافل بالإنجازات التي حققها في مجال تشييد السكك الحديدية في كندا وأفريقيا، ولذلك فقد أوكلت إليه مهمة تشييد شبكة واسعة من السكك الحديدية في المحمية. صدر قرار بتعيين حاكم محمية أوغندا هنري هسكيث بيل مفوضًا أعلى على المحمية في عام 1909. أشارت التقديرات العائدة لعام 1912 إلى بلوغ مساحة أراضي شمال نيجيريا نحو 660 ألف كيلومتر مربع (255 ميل مربع)، وبلغ عدد سكانها نحو عشرة ملايين نسمة. أصبح تشارلز ليندساي تيمبل مفوضًا رئيسًا مؤقتًا للمحمية من عام 1911 حتى عام 1912. هذا وقد عمل تيمبل على متابعة عملية استحداث مستعمرة ومحمية نيجيريا بالتعاون مع لوغارد.
كان إشراك الزعماء القبليين والأمراء ضمن كادر السلطات المحلية أحد الصفات المميزة للبنية الإدارية البريطانية الخاصة بمحمية نيجيريا الشمالية. واجه البريطانيون صعوبات جمة من ناحية جباية الضرائب خلال السنوات الأولى التي حكموا فيها المحمية. أحبطت الإمارات محاولات لوغارد لإقرار ضريبة رؤوس. في حين عارض التجار النافذين الحاجة لإدخال عملات معدنية ومحاولات فرض ضرائب على المعاملات التجارية. أدى هذا إلى خلق عجز في ميزانية المحمية مما اضطر السلطات المحلية إلى أخذ منح من الإمبراطورية البريطانية لتمويل مشاريع الأشغال العامة. ولذلك فغالبًا ما عانى البريطانيون من نقص من العاملين البريطانيين قبل عام 1907. كان لهذه المسائل دور في إدماج السلطات التقليدية ضمن هيكيلية الإدارة البريطانية.
كذلك أدت ذات التحديات المالية والإدارية إلى فتح لاغارد لمقترح توحيد مستعمرة لاغوس ومحميتي نيجيريا الجنوبية والشمالية مع بعضهم البعض. واُتفق المحتلون البريطانيون على تسوية الاختلافات ما بين المحميتين من خلال استحداث إدارة مركزية في لاغوس والاستفادة من العائدات الجمركية في الجنوب لتمويل مشاريع تفيد الشمال. تأسست مستعمرة ومحمية نيجيريا عام 1914، وكان يقوم عليها حاكمين أحدهما مسؤول عن المقاطعة الجنوبية والآخر عن المقاطعة الشمالية. ظلت الإدارة في الشمال منفصلة إلى حد كبير وشملت وعمقت الدور الذي لعبته السلطات المحلية. وما زالت هذه الفروق بين شقي البلاد تتجلى في العديد من الجوانب حتى يومنا هذا.